# Файт II фон Рехберг
Файт II фон Рехберг (на немски: Veit II von Rechberg; † 10 август 1470) от благородническия швабски род Рехберг, е господар на Хоенрехберг (при Швебиш Гмюнд), Щауфенек (в Залах) в Баден-Вюртемберг и на замък Фалкенщайн при Герщетен.

## Произход
Той е син на Албрехт (IV) фон Рехберг-Щауфенек († 24 юни 1426/1439) и съпругата му Клара фон Монфорт-Тетнанг († 1440), дъщеря на граф Вилхелм V фон Монфор-Тетнанг († 1439) и Кунигунда фон Верденберг-Хайлигенберг-Блуденц († 1443). Внук е на Файт I фон Рехберг, господар на Хоенрехберг, Щауфенек, Бабенхаузен в Швабия († 1416) и принцеса Ирмела (Ирмгард) фон Тек († 1422), дъщеря на херцог Фридрих III фон Тек († 1390) и Анна фон Хелфенщайн-Блаубойрен († 1392), наследничка на Фалкенщайн. Леля му Барбара фон Рехберг († 22 февруари 1460) е омъжена за маршал Хаупт II фон Папенхайм († 1439).
Майка му се омъжва втори път (20 септември 1439) за Конрад IV Шенк фон Лимпург-Гайлдорф († 1482). Брат е на Агнес фон Рехберг († 1489), омъжена на 25 юни 1451 г. в Мюнхен за Георг III фон Тьоринг-Щайн, Нойдег-Пертенщайн († 1476). Полубрат е на Албрехт II Шенк фон Лимпург (1440 – 1506), господар на Гайлдорф, женен 1472 г. за Елизабет фон Йотинген (1449 – 1509).
През 1390 г. прадядо му Албрехт III фон Рехберг († 1408) купува замък Фалкенщайн при Герщетен от Фридрих фон Тек-Овен. Родът фон Рехберг е издигнат през 1577 г. на фрайхерен и през 1607 г. на графове.

## Фамилия
Файт II фон Рехберг се жени за Маргарета фон Щофелн († сл. 1508), дъщеря на Хайнрих фон Щофелн-Юстинген, капитан на Ротенбург и Маргарета фон Еберщайн († 1469), дъщеря граф Бернхард I фон Еберщайн (1381 – 1440) и Агнес фон Финстинген-Бракенкопф († 1440). Те имат пет деца:
- Албрехт фон Рехберг († млад)
- Маргарета фон Рехберг († сл. 1465), омъжена на 7 януари 1465 г. за Филип Фукс фон Швайнсхауптен († сл. 1485)
- Клара фон Рехберг († сл. 1508), омъжена пр. 1498 г. за Леонхард II фон Папенхайм, господар на Вертинген-Хоенрайхен, фогт на Дилинген († 1502)
- Файт фон Рехберг-Фалкенщайн († сл. 1539; fl. 1481 – 1539), женен пр. 24 май 1521 г. за Маргарета фон Ортенберг († 25 февруари 1550)
- Георг II (III) фон Рехберг († 6 ноември 1527), женен пр. 1508 г. за Маргарета Кемерер фон Вормс-Далберг († 2 октомври 1518)